# Dominio pelagico
Il dominio pelagico è, insieme al dominio bentonico, una delle due suddivisioni dell'ambiente marino. In base alla distanza dalla costa, è stato diviso in due province:
- provincia neritica: zona di mare o di oceano che si estende dalla costa fino al termine della piattaforma continentale. Si estende fino a 200 m di profondità e riceve quasi tutta la luce solare irradiata sugli oceani. La zona è abitata da un largo numero di specie microscopiche, in particolare fitoplancton, protozoi, dinoflagellati e altri. È detta anche zona sublitorale;
- provincia oceanica: la zona di mare o di oceano che si estende oltre la piattaforma continentale e che è quindi distante dalla costa e in cui sono presenti acque profonde.

Il nome deriva dal greco antico πέλαγος pèlagos, ossia "mare aperto".

## Sottosezioni del dominio pelagico

Suddivisioni del dominio pelagico

Il dominio pelagico è suddiviso in 5 sottosezioni in base alle diverse caratteristiche ecologiche, dovute principalmente alla profondità:
- Zona epipelagica (dalla superficie a 200 m di profondità): la zona illuminata dove è possibile la fotosintesi. Per questo motivo, in questa zona sono presenti molti animali e vegetali. È la zona in cui è più frequente incontrare pesci come tonni e squali, mammiferi come i delfini o rettili come le tartarughe.
- Zona mesopelagica (da 200 a 1000 m): sebbene una piccola parte di luce riesca a raggiungere questa zona, essa è insufficiente per la fotosintesi.
- Zona batipelagica (da 1000 a 4000 m): la luce non vi penetra e vi è sempre buio. Sono presenti organismi bioluminescenti. Non sono presenti organismi fotosintetici e molti organismi sopravvivono cibandosi della pioggia di detriti che proviene dalle zone superiori o predando gli altri animali. In questa zona vivono i calamari giganti che vengono cacciati a queste profondità dai capodogli.
- Zona abissopelagica (da 4000 a 7000 m): vi vivono organismi ciechi e senza colori.
- Zona adopelagica (acque profonde delle fosse oceaniche, dove si possono superare i 7000 m): è una zona poco conosciuta, si sa poco delle specie che vi abitano.

Le zone batipelagica, abissopelagica e adopelagica hanno caratteristiche simili e vengono spesso raggruppate dai biologi in una zona singola, la zona afotica. Le zone epipelagica e mesopelagica costituiscono la zona fotica.

## Biologia
In biologia marina, si definisce pelagico un organismo che nuota o viene trasportato dalla corrente e che svolge gran parte del suo ciclo vitale lontano dal fondo del mare (o di un lago). Questo termine viene utilizzato in contrapposizione a bentonico. Gli organismi pelagici possono essere suddivisi nelle due categorie ecologiche di plancton e necton. Esempi di organismi pelagici sono le meduse, le sardine, gli squali.